# Бонін (Лобезький повіт)
Бонін (пол. Bonin) — село в Польщі, у гміні Лобез Лобезького повіту Західнопоморського воєводства.
Населення — 183 особи (2011).
У 1975-1998 роках село належало до Щецинського воєводства.

## Демографія
Демографічна структура станом на 31 березня 2011 року:
|          | Загалом | Допрацездатний вік | Працездатний вік | Постпрацездатний вік |
| -------- | ------- | ------------------ | ---------------- | -------------------- |
| Чоловіки | 101     | 20                 | 63               | 18                   |
| Жінки    | 82      | 11                 | 51               | 20                   |
| Разом    | 183     | 31                 | 114              | 38                   |